# Jaroslav Fajfr
Jaroslav Fajfr (původním příjmením Pfeifer) 5. března 1883 Louny – 8. srpna 1974 Praha) byl český voják, posléze československý legionář v Rusku, účastník Ruské občanské války a tzv. Sibiřské anabáze, posléze pak důstojník Československého letectva a před 2. světovou válkou jeho velitel, příslušník protinacistického odboje a politický vězeň československého komunistického režimu.

## Životopis
Narodil se v Lounech, v rodném městě vychodil obecnou  školu a reálku. V roce 1905 nastoupil na českou vyšší průmyslovou školu v Praze, kde studoval geometrii a geodézii, složení státní zkoušky absolvoval v roce 1913.
Před první světovou válkou pracoval jako zeměměřič, podílel se na činnosti jedné z pražských sokolských jednot. Po začátku války sloužil u 28. polního dělostřeleckého pluku, v hodnosti poručíka velel 2. baterii polních houfnic, v červnu 1916 byl pak zajat ruskou armádou u Olyky. V zajateckém táboře Stavropol v květnu 1917 vstoupil do nově vzniklých československých legií, v říjnu byl zařazen do II. dělostřeleckého praporu. Absolvoval důstojnickou školu v Boryspilu a tříměsíční kurz pro důstojníky dělostřelectva na francouzské vojenské misi v Rumunsku.
Po návratu k legiím v lednu 1918 se stal zástupcem velitele 3. baterie 2. dělostřelecké brigády, 5. května se stal jejím velitelem (v hodnosti kapitána). V únoru 1919 byl jmenován velitelem 1. divize 2. dělostřelecké brigády a v dubnu velitelem 1. pluku lehkého dělostřelectva. Úspěšně se zúčastnil řady bitev.
V únoru 1920 se vrátil do nově vzniklého Československa na lodi Sheridan II jako velitel 18. československého transportu v hodnosti podplukovníka. V letech 1920–1921 byl velitelem 1. lehkého dělostřeleckého pluku, v letech 1922–1923 studoval ve Francii, Spojeném království a Jugoslávii. V letech 1923–1925 velel 1. polní dělostřelecké brigádě (brigádní generál), 7. dělostřelecké brigádě (1925–1926) dělostřelecké jednotce v Košicích (1926–1927). V hodnosti divizního generála v letech 1927–1939 vedl letecké oddělení Ministerstva národní obrany. V roce 1930 studoval na letecké škole.
V září 1938 vedl jako velitel letectva československou misi v Moskvě k jednání o možné spolupráci ČSR a SSSR v oblasti letectví. V této pozici setrval pouze do října téhož roku, neboť byla mise zmařena událostmi Mnichovské dohody a vzniku tzv. Druhé republiky.
Za německé okupace se podílel na organizaci odchodu letců z Protektorátu Čechy a Morava do zahraničí a finanční a bezpečnostní zajištění jejich rodin. Během květnového povstání roku 1945 byl velitelem letectva povstalců.
Na základě vykonstruovaného obvinění ze špionáže v roce 1949 byl uvězněn ve věznici Mírov, roku 1954 byl pak amnestován.
Jaroslav Fajfr zemřel 8. srpna 1974 v Praze ve věku 91 let.

## Ocenění
- 1919 Řád sv. Stanislava 2. třídy s meči
- 1919 Vojenský kříž (Francie)
- 1919 Řád Sokola s meči
- 1920 Československý vojenský kříž (1918)
- 1920 Československá revoluční medaile
- 1921 Vítězná medaile
- 1924 Řád čestné legie (důstojník)
- 1928 Řád znovuzrození Polska I. třídy
- 1929 Řád čestné legie (velitel)
- 1930 Řád rumunské koruny (velký kříž)
- 1931 Řád jugoslávské koruny 2. třídy
- 1933 Řád orlího kříže 2. třídy.